# Социологија емоција

## Дефиниција
Социологија као посебна наука покушава да објасни друштвене феномене, а емоција јесте друштвени феномен. Социологија може бити заинтересована за емоције зато што су емоције на одређени начин неопходне да би се објасниле саме основе друштвеног понашања. Из социолошке перспективе, емоције укључују: 
1. биолошку активацију кључних телесних органа;
2. друштвено конструисане дефиниције и ограничења која одређују које би емоције требало да буду доживљене и изражене у некој ситуацији;
3. примену језичних ознака, које пружа култура;
4. отворено изражавање емоција фацијалним, гласовним и паралингвистичким покретима
5. перцепцију и процену ситуацијских објеката и догађаја.

У најопштијем смислу, може се навести да социологија емоција представља социолошку дисциплину која истражује улогу емоција у друштву, друштвеним односима , као и утицај различитих друштвених феномена на емоције и емоционалност. 

## Историја
Систематско изучавање емоција у социологији у оквиру посебне социолошке дисциплине први пут се јавља доста касно, тек седамдесетих година 20. века. С друге стране, емоције јесу имале извесно место у мисли класика и/или оснивача дисциплине. Међутим, оне су након ових (најчешће) спорадичних и несистематичних разматрања, као и услед доминације бихевиоралних и когнитивних перспектива у друштвеним наукама, убрзо биле „протеране“ на маргине научног изучавања у социологији.
Може се рећи да оснивачи социологије у својим теоријама нису понудили детаљне анализе људске емоционалне узбуђености и емоционалне динамике. Емоције су (историјски) биле интерпретиране као приватна, ирационална, унутрашња осећања која су повезана са женским „опасним жељама“ и „хистеричним телима“ и које је неопходно „укротити“ или „протерати“ употребом стабилног (мушког) разума. Наиме, конкретне емоције биле су значајне за многе осниваче социологије – отуђење за Маркса(енгл. Karl Marx), анксиозност за Вебера (енгл. Max Weber) или љубав за Зимела (енгл. Georg Simmel) – али њихово бављење емоцијама најчешће није било усмерено ка разумевању шорих социоемоционалних процеса у општем смислу . Велики део класичног социолошког теоретисања о емоцијама најчешће је било у форми секундарног разматрања у вези са неким другим (примарним) друштвеним феноменом као што су религија или класни сукоб. Због свега тога, социологија емоција остала је у „рецесивном“ модусу све до фазе „опорављања“ седамдесетих година. Неретко се истиче и то да је развој социологије емоција имплицитно осујетила доминација разума и духа просветитељства који су одликовали рану социологију. У великим напорима да се свргну укорењене структуре монархије и свештенства у Европи у 18. веку, главно оружје био је разум. Преко примене разума на традиционалне начине мишљења и понашања социјални филозофи закључили су да је доминација краљева и свештеника заблуда или грешка, односно да су сви људи створени једнаки. Идеја да разум може довести до оваквог развоја догађаја у друштвеним односима изведена је на основу победе разума у сфери природних наука. Поред друштвене сфере, моћ разума је демонстрирана и у науци, где је дошло до фантастичних револуционарних открића. Успеси разума у астрономији, физици, хемији и биологији уверили су друштвене мислиоце у то да ће примена разума на друштвени живот произвести једнако значајне и револуционарне резултате. Међутим, доминација разума у друштвеним наукама (као и идеја о разуму који је супротстављен емоцијама), посебно након Веберове проблематизације рационалности извршила је погубан утицај на социолошку анализу емоција. Значајан део увећаног интересовања за емоције у социологији је и резултат препознавања да људи нису мотивисани једино рационално-економским интересима, односно да емоционална везаност и посвећеност утичу на велики део људског понашања . Може се рећи да корени занемаривања емоција у социологији сежу дубоко у традицију западне (филозофске) мисли, према којој је неопходно раздвојити тело од ума, природу од културе, разум од емоција и јавно од приватног.

## Подврсте
Развијене су и многе (конструктивистичке) социологије конкретних емоција. На пример, Џексон (енгл. Stevi Jackson) излаже „социологију љубави“ која почива на премиси да су емоције социокултурно конструисане. До сличних закључака долази и Клентон у својој „социологији љубоморе“, за којег је љубомора научена, али и корисна по друштвени поредак.

## Развој
Упркос наведеним препрекама, најчешће се наводи да је кључна година за формирање или „рађање“ социологије емоција била 1975. година. Наиме, у тој години долази до кулминације низа значајних доприноса по развој дисциплине. Прво, те године Арли Хокшилд (енгл. Arlie Russell Hochschild) у једном феминистичком зборнику објављује рад о социологији осећања и емоција у којем програмски истиче да чисто когнитивни поглед на људски живот није довољан. Исте године организује се прва сесија посвећену емоцијама на састанцима Америчке социолошке асоцијације у Сан Франциску, када је и истакнута потреба за изучавањем емоција као друштвеног процеса по себи. Коначно, ове 1975. године Рендал Колинс (енгл. Randall Collins)објављује утицајну 
студију Конфликтна социологија у којој централно место микродинамике стратификације придаје управо емоцијама. Нарастајуће интересовање за емоције у социологији постало је евидентно и у оснивању „Секције за социологију емоција“ при Америчкој социолошкој асоцијацији 1986. године. Формирање (н)ове секције у оквиру најбројнијег и најстаријег удружења социолога на планети био је и кључан корак у институционализацији социологије емоција као посебне социолошке дисциплине. Социологија емоција је дисциплина која је у релативно кратком року демонстрирала да су емоције од фундаменталног значаја по готово све аспекте друштвеног живота . Социолози емоција истражују улогу емоција у свим аспектима друштва. Тренутно делује као да се социологија емоција развија у два правца: ка дубљем разумевању емоција и емоционалних процеса као социолошких феномена по себи, односно у правцу примене концепата и процеса у вези са емоцијама на друге значајне друштвене феномене.